# Джонатан Блоу
Джонатан Блоу (англ. Jonathan David Blow; нар. 1971) — американський геймдизайнер і програміст відеоігор. Найбільш відомий своєю роботою над незалежними відеоіграми Braid (2008) і The Witness (2016).
Народившись у Каліфорнії, Блоу захопився програмуванням ігор у середній школі, а згодом здобув подвійний ступінь з інформатики та творчого письма в Університеті Каліфорнії, Берклі. Він кинув коледж і недовго працював розробником програмного забезпечення, перш ніж заснувати ігрову компанію з другом. Після того, як через кілька років компанія закрилася через бульбашку доткомів, Блоу працював підрядником з розробки ігор. Він був співзасновником Experimental Gameplay Workshop і писав технічну щомісячну колонку для журналу Game Developer, перш ніж у 2005 році почав працювати неповний робочий день над Braid. Гра була випущена у 2008 році та отримала схвальні відгуки критиків, зробила Блоу мільйонером і часто приписують каталізатор періоду незалежної розробки ігор у роки після випуску. Він був співзасновником інвестиційної організації Indie Fund, і є одним із ключовою особою документального фільму 2012 року Indie Game: The Movie.
Блоу почав працювати над The Witness незабаром після випуску Braid, використовуючи більшу частину своїх доходів для фінансування розробки. Блоу найняв багато людей для роботи над Свідком на повний робочий день, утворивши компанію Thekla, Inc. Після більш ніж семи років розробки гра була випущена у 2016 році та отримала схвальні відгуки критиків. Він був фінансово успішним і отримав кілька номінацій на British Academy Games Awards і Game Developers Choice Awards. Під час розробки The Witness Блоу розчарувався використанням C++ для програмування свого ігрового рушія, і почав розробляти та створювати нову мову програмування для розробки ігор. Постійна робота над мовою під кодовою назвою Jai та новою грою, написаною цією мовою, почалася у 2016 році. Працюючи над Jai та грою одночасно, Blow може випробувати дизайн мови, покращити на початку свого існування та продемонструвати можливості мови. Jai було випущено у закритому бета-версії, а в грудні 2021 року його компілятор досяг бета-версії 100. Процес створення свого ігрового рушія Блоу задокументував стрімами на youtube (понад 72 відео довжиною переважно понад 1,5 години кожне)
Його ігри відомі як артистичні та складні. Вони також створені з використанням спеціальних ігрових движків і мають більший бюджет і час розробки, ніж більшість ігор, що фінансуються незалежно. Він має тверду думку про індустрію ігор і критикує тенденції, які він вважає неетичними або вважає, що вони заважають цьому засобу розкрити свій потенціал.